# پژوهشکده تاریخ اسلام
پژوهشکده تاریخ اسلام یکی از مراکز تحقیقات تاریخی در ایران به مدیریت سید هادی خامنه‌ای است. اهداف پژوهشکده عبارتند از: تحقیق، تحلیل و تدوین تاریخ اسلام، فرهنگ و تمدن اسلامی و سیره پیامبر اکرم و ائمه معصومین (علیهم‌السلام)، رمزگشایی از نقاط مبهم تاریخ و پاسخگویی به شبهه‌ها و پرسش‌ها در زمینه موضوعات گوناگون تاریخ.
پژوهشکده تاریخ اسلام در خیابان عباسپور (توانیر)، خیابان رستگاران، کوچه شهروز شرقی، پلاک ۹ واقع است.

## برنامه‌ها
طبق وب‌گاه پژوهشکده، برنامه‌ها عبارتند از
1. گردآوری مسائل و موضوعات مهم پژوهشی
2. زمینه‌سازی بحث و گفتگو میان صاحبنظران تاریخ و تمدن اسلامی
3. تأسیس پایگاه اطلاع‌رسانی، جهت همکاری با محققین و مؤسسات تحقیقاتی جهان و عرضهٔ محصولات پژوهشی به همه مراکز مطالعاتی
4. تأسیس کتابخانه تخصصی حقیقی و مجازی
5. تشکیل گروه‌ها (دپارتمان‌ها) ی تخصصی (تعداد و شرح وظایف این گروه‌ها به‌طور مشروح آمده‌است)
6. انتشار فصلنامه علمی- پژوهشی
7. انتشار فصلنامه علمی- ترویجی
8. انتشار کتب علمی- پژوهشی (تألیف و ترجمه)
9. جمع‌آوری و عرضهٔ کلیه منابع و پژوهش‌های انجام شده توسط پژوهشگران و مؤسسات پژوهشی
10. جمع‌آوری و عرضهٔ کلیه محصولات پژوهشی- علمی پژوهشکده تاریخ اسلام
11. تشکیل گردهمایی‌های منطقه‌ای و بین‌المللی با حضور صاحبنظران رشته‌های علمی مرتبط با تاریخ اسلام
12. همکاری با مؤسسات پژوهشی مرتبط با رشته تاریخ اسلام در یک یا چند پروژه یا گردهمایی علمی
13. همکاری و حمایت از طرح‌های پژوهشی به صورت پایان‌نامه در مقاطع ارشد و دکتری
14. تشکیل نشست‌های علمی، کارگروه و غیره و مباحث علمی- تخصصی و تنظیم و ویرایش و انتشار آنها
15. راه‌اندازی بخش آموزش اعم از کوتاه مدت یا بلند مدت به شکل کارگاهی یا به صورت تحصیلات تکمیلی که منجر به مدرک دوره می‌شود